# Stylophyllum
Stylophyllum es un género monotípico de plantas con flores perteneciente a la familia Crassulaceae. Su única especie, Stylophyllum semiteres, es originaria de México.

## Taxonomía
Stylophyllum semiteres fue descrita por Joseph Nelson Rose y publicado en New or Noteworthy North American Crassulaceae 35. 1903.
Sinonimia
- Cotyledon semiteres (Rose) Fedde[4]